# Gemeenschappelijk Europees referentiekader
Het Gemeenschappelijk Europees referentiekader (meestal aangeduid als 'Europees referentiekader', afgekort ERK) is een richtlijn voor verschillende Europese talen om iemands taalniveau te beoordelen. Daarbij worden de mondelinge, schriftelijke, spreek- en luistervaardigheden beoordeeld.
Het Europees referentiekader is tussen 1989 en 1996 door de Raad van Europa samengesteld.

## Zes niveaus
Het kader telt zes niveaus, waarin examen kan worden gedaan:
- A Basisgebruiker
  - A1 Doorbraak
  - A2 Tussenstap
- B Onafhankelijke gebruiker
  - B1 Drempel
  - B2 Uitzicht
- C Vaardige gebruiker
  - C1 Effectieve operationele vaardigheid
  - C2 Beheersing

## Vergelijking met examens voor voortgezet onderwijs in Nederland
Het Centraal Instituut voor Toetsontwikkeling (CITO) heeft in 2013 en 2015 de Nederlandse examens voor het voortgezet onderwijs voor de talen Duits, Engels, Frans en Spaans ingedeeld volgens het ERK-systeem. Hieruit blijkt onder andere dat Engels op het vwo (voorbereidend wetenschappelijk onderwijs) overeenkomt met B2 (en leesvaardigheid bij een ruime voldoende op C1), terwijl Engels op het vmbo-tl (voorbereidend middelbaar beroepsonderwijs - theoretische leerweg) meer overeenkomt met A2-B1.

## Verschillende landen en talen
- Nederland - In Nederland draagt het ministerie van Onderwijs, Cultuur en Wetenschap zorg voor de examens Nederlands. Het Europees Referentiekader wordt ook gebruikt in de nieuwe Wet inburgering die in Nederland sinds 1 januari 2007 geldt. Inburgeringsplichtigen moeten sindsdien zorgen dat ze Nederlands kunnen verstaan, spreken, lezen en schrijven op minimaal A2-niveau.
- Vlaanderen - Het Vlaams Ministerie van Onderwijs en Vorming werkte het Europees systeem gedetailleerder uit in 4 richtgraden.
- Frankrijk - Het systeem wordt met de bovengenoemde niveaus in Frankrijk gebruikt. Daarbij heten de diploma's voor de niveaus A1 - B2 DELF, voor C1 en C2 DALF.
- Duitsland - Duitsland gebruikt dezelfde niveaus, zij het dat het Goethe-Institut, dat overal in Duitsland vestigingen heeft, nog een eigen Kleines en een Großes Deutsches Sprachdiplom heeft.

Iemand die verschillende talen goed beheerst op het niveau van het Europees referentiekader, kan dat laten vastleggen in een Europees taalportfolio. Het gaat in principe om talen die binnen de Europese Unie worden gesproken, maar ook in het Chinees, het Japans en het Esperanto wordt op de overeenkomende niveaus examen afgelegd.